# Cymothoe obscura
Cymothoe obscura är en fjärilsart som beskrevs av Schultze 1920. Cymothoe obscura ingår i släktet Cymothoe och familjen praktfjärilar. Inga underarter finns listade i Catalogue of Life.